# Göteborgs Universitets Studentkår
För samarbetsorganisationen GUS, se Göteborgs universitets studentkårer.
Göteborgs Universitets Studentkår, (GUS), var en studentkår vid Göteborgs universitet. Den bildades 1954, i samband med Göteborgs universitets tillkomst genom en sammanslagning av Göteborgs högskola och Göteborgs medicinska högskola. Samtidigt som den nya studentkåren bildades, så omvandlades de tidigare högskolornas studentkårer, Göteborgs Högskolas Studentkår och Medicinska Föreningen i Göteborg, till studentföreningar. Studentföreningarna motsvarade universitetets fakulteter och som student var man medlem i både studentkåren och i en av studentföreningarna (motsvarande system gäller fortfarande vid Stockholms universitet). Studenterna vid den filosofiska fakulteten var medlemmar i Göteborgs Högskolas Studentkår, som nu fick namnet Filosofiska Fakultetens Studentförening (FFS), medan studenterna vid den medicinska fakulteten var medlemmar i Medicinska Föreningen. 
Den filosofiska fakulteten delades 1961 upp i en humanistisk och i en matematisk-naturvetenskaplig fakultet. Denna uppdelning medförde dock inte att FFS delade upp sig i två studentföreningar. Namnet på studentföreningen ändrades dock till Filosofiska Fakulteternas Studentförening. En ny studentförening, Odontologiska Föreningen, tillkom däremot 1967 i samband med att den odontologiska fakulteten skapades.
GUS styrdes av en direktion vilken bestod av ordförandena för studentföreningarna samt ytterligare fem ledamöter från vardera studentföreningen. Kårordförande valdes normalt på ett sådant sätt att uppdraget roterade mellan studentföreningarna. Studentkåren skulle behandla frågor av gemensamt intresse för samtliga studenter vid universitetet. Kårens verksamhet blev dock inte särskilt omfattande. Istället stannade många uppgifter kvar hos studentföreningarna. Under 1950- och 1960-talet spelade GUS en viss samordnande roll och svarade exempelvis en tid för representationen inom Sveriges Förenade Studentkårer. Efterhand tog dock studentföreningarna över allt mer av kårens funktioner. Någon gång under 1970-talet verkar GUS verksamhet i praktiken helt ha upphört. 
Trots att verksamheten upphörde, stod GUS rent formellt sett kvar som en studentkår vid universitetet. Det var först som en följd av att en ny studentkårsförordning trädde i kraft 1983 som Göteborgs Universitets Studentkår upphörde att vara studentkår vid universitetet. Enligt övergångsregler till den nya förordningen skulle redan existerande studentkårer få finnas kvar, under förutsättning att de ansökte om det. Någon ansökan lämnades aldrig från GUS. Istället ansökte de tre studentföreningarna om status som studentkårer.